# 바이온텍
바이온텍(BioNTech, /ˈbaɪ.ɒn.ˌtɛk/)은 독일 마인츠에 본사를 둔 생명공학 기업이다. 주요 사업 분야는 mRNA 백신 연구이며, 개인화된 면역항암요법, 감염병 백신, 희귀질환의 단백질대체요법, 저분자 면역요법 등에 사용된다.
바이온텍은 mRNA 백신을 초기에 개발한 기업에 속하며, 개인화된 mRNA 면역항암요법의 임상 실험을 진행하고 생산 공정을 개발했다. 2020년 초반부터 화이자와 함께 SARS-CoV-2 백신인 BNT162b2 개발을 진행했다.

## 역사

### 창립 초기(2008년–2013년)
2008년 우우르 샤힌, 외즐렘 튀레지, 크리스토프 후버가 독일에서 설립했다. 회사의 목표는 개인화된 면역항암요법 기술 개발이었다. 설립 당시 Andreas und Thomas Strüngmann이 약 1억 8000만 달러, Michael Motschmann, Helmut Jeggle 등이 출자했다. 2009년 EUFETS, JPT Peptide Technologies를 인수했다. 같은 해에 MERIT(Melanoma RNA Immunotherapy, 암 종류별 항체 조합), IVAC MUTANOME(개인화된 네오에피토프(Neoepitopen))의 1상 임상실험이 시작되었다.

### 플랫폼 확장기(2014년–2018년)
2014년부터 2018년 사이에 네이처 등에 연구 결과를 출판했다. 2015년부터 다른 회사 및 연구소와의 합작 및 공동 연구 계약이 시작되었다. 자사의 지식 재산권을 보호하고 암과 기타 중병 치료에 실제로 사용할 수 있도록 특허를 출원했다.

### 나스닥 상장(2019년)
2019년 7월 유럽에서 시리즈 B 투자를 받았다. 2019년 10월 10일 나스닥에 상장했다. 나스닥 글로벌 셀렉트 마켓(Nasdaq Global Select Market)의 ADS 형태로 상장했으며 종목 코드는 BNTX이다. 기업공개를 통해서 1억 5000만 달러의 자금을 모았다. 당초 계획했던 투자 액수는 2억 5000만 달러였다. 기업 공개 과정에서 JP모간 체이스, 메릴린치, UBS, 실리콘 밸리 뱅크 투자은행이 참여했다. 기업 가치는 약 31억 유로로 평가받았고 상장 당시 주식 가격은 주당 15달러였다.
2019년에는 치료 플랫폼 4종류와 약물 2종류에 대한 총 6건의 임상시험을 시작했다. 총 11가지 연구에서 약물 후보 10종을 개발했다. 그 해 MAB Discovery의 항체 생산 시설, MabVax Therapeutics 및 Lipocalyx의 항체 사업을 인수했다.

### COVID-19 백신(2020년)

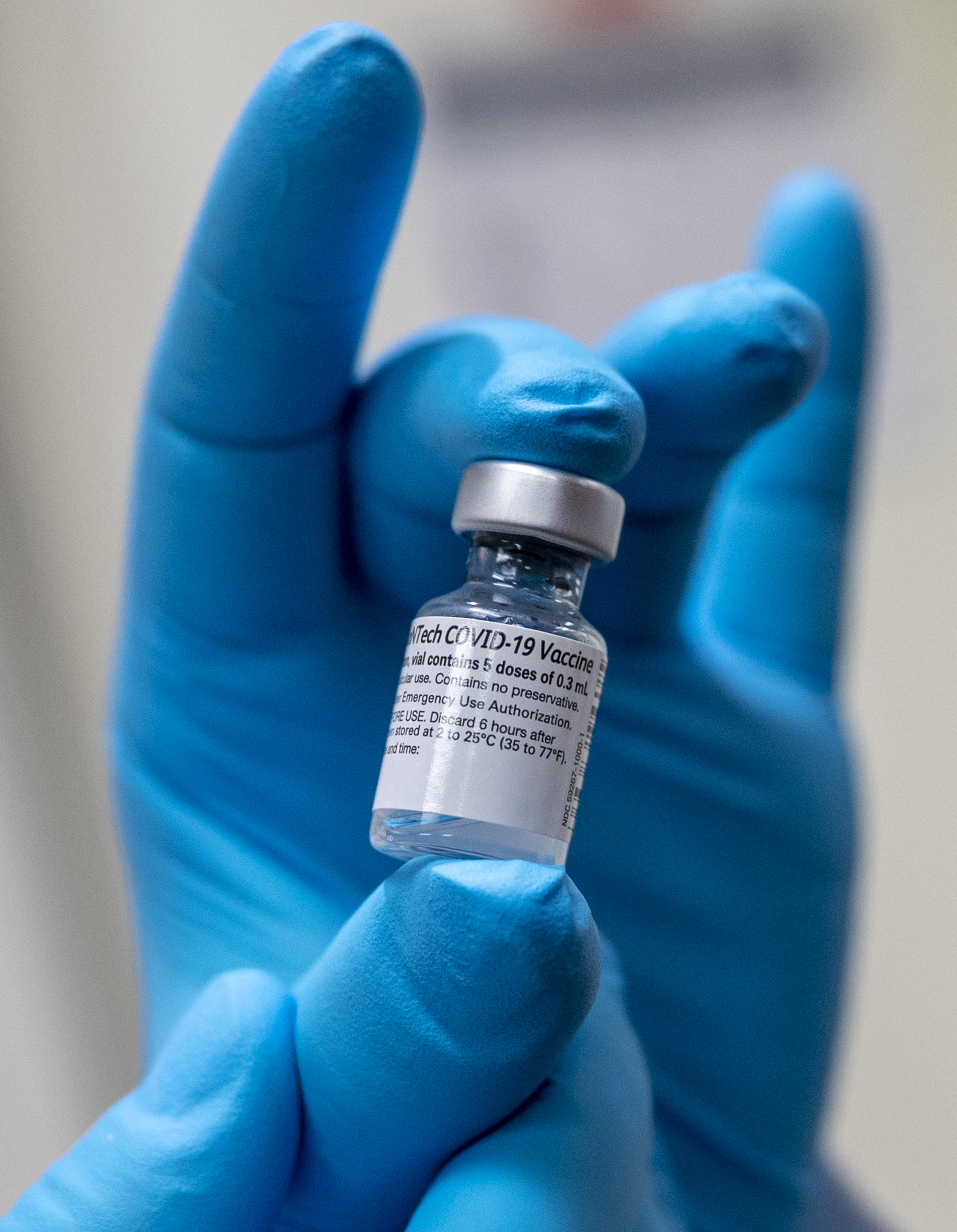
COVID-19 백신 용기

코로나19 범유행이 시작되자 SARS-CoV-2 백신을 빠른 시간 내에 개발할 수 있도록 라이트스피드(Lightspeed) 계획이 시작되었다. 2020년 3월 중순에 중국 푸싱그룹(Fosun)과 미국 화이자와 SARS-CoV-2 백신 개발 협약을 맺었고, 푸싱그룹은 중국, 화이자는 기타 전세계에서 임상시험 및 유통을 담당했다. 미국, 유럽, 중국, 라틴아메리카, 남아프리카에서 임상시험이 시작되었다. 2020년 4월 1상이 시작되었다. 2020년 11월 화이자와의 공동 발표에서 COVID-19에 95% 이상의 효능을 보인다고 발표했다. 2020년 12월 1일 유럽의약품기구(EMA)에서는 BNT162b2의 사용 승인 신청이 접수되었다고 발표했다. 영국에서는 12월 2일 긴급사용승인을 허가했고 12월 8일 접종을 시작했다. 12월 21일 유럽 집행위원회에서는 BNT162b2의 사용 승인을 허가했고 12월 27일부터 EU 내에서의 접종을 시작할 예정이다.

## 구조
바이온텍의 사업 부문은 크게 Biotech, External Services로 나뉜다.

### 주식과 주주
바이온텍은 2019년 10월 10일 미국 나스닥에 상장했다. 기업공개 준비 과정에서 2019년 3월 8일 AG에서 SE로 법적 유형을 변경했다. 최대 주주는 50% 이상을 소유한 AT Impf이다. 기타 기관 투자자는 Medine, MIG Verwaltung, FMR이다.

### 사업장
바이온텍의 본사는 마인츠에 있다. 과거 독일 연방군의 Generalfeldzeugmeister-Kaserne 부지에 있으며 2022년까지 군이 철수할 예정이다. 2020년 3월 마인츠 시내에 추가 확장 부지를 인수했다. 독일 이다르오버슈타인(BioNTech Innovative Manufacturing Services), 마르틴스리트(BioNTech Small Molecules), 노이리트(Biontech), 베를린(JPT Peptide Technologies)에 GMP 인증을 받은 mRNA 치료제 및 조합 세포 치료제(Engineered Cell Therapies) 시설이 있다.
2019년 미국 샌디에이고에 자회사 BioNTech Research & Development를 설립했다. 2020년에는 미국 매사추세츠 케임브리지 소재 Neon Therapeutics를 인수하여 BioNTech US로 개편했다. Neon은 2015년 설립된 기업이며 신생항원(Neoantigen) 치료, 백신, T 세포 치료를 개발했다. 2020년 5월 Neon은 상장폐지되었다.
Biontech Manufacturing Marburg
2020년 9월 독일 마르부르크 소재 노바티스의 생산 시설을 인수하여 Biontech Manufacturing Marburg로 개편했다. 마르부르크 소재 공장은 멀티플랫폼 GMP 인증을 받았으며 약 300명의 직원이 고용되어 있다. 재조합 단백질, 세포 및 유전자 치료용 약물을 생산할 수 있으며 세포주 연구소, 바이러스 벡터 생산 시설은 차후에 확장할 수 있다. 또한 mRNA 기반 COVID-19 백신 BNT162 생산량 증대도 가능해졌다. 임상시험 당시 백신을 생산했던 바이온텍의 GMP 인증 생산 시설 2곳과 화이자의 미국 및 유럽 내 생산 시설 4곳과 함께 mRNA 백신을 생산할 예정이다. 마르부르크 공장에서는 연간 7억 5000만 도즈를 생산할 계획이다.
마르부르크 공장은 1904년 에밀 아돌프 폰 베링이 설립했다. 1901년 노벨 생리의학상 상금을 디프테리아 및 파상풍 항체 생산에 투자혔다.

### 직원
2019년 12월 기준 약 1,300명의 직원을 고용하고 있다. 직원의 25%는 박사 학위 소유자, 56%는 여성이다. 평균 연령은 35세이다. 주요 인물로는 커털린 커리코, 알렉산드라 케머브뤼크(Alexandra Kemmer-Brueck)가 있다.

### 실적
| 연도                | 2017 | 2018  | 2019  |
| ------------------- | ---- | ----- | ----- |
| 영업이익(백만 유로) | 69.5 | 150.5 | 121.5 |
| 직원                | 710  | 1,026 | 1,323 |
| – 연구개발          | 511  | 729   | 973   |
| – 생산              | 120  | 168   | 178   |
| – 행정              | 65   | 93    | 144   |
| – 영업 및 마케팅    | 14   | 36    | 28    |

(출처: Geschäftsbericht 2019)

## 특허
바이온텍의 특허는 기술 플랫폼, 암과 중병 치료 기술 보호를 목적으로 한다. 총 200여건 이상의 특허를 출원했으며, 개별 특허와 100여건의 특허군으로 구성되어 있다. 기본적으로 유럽이나 미국에 특허를 출원했으며 기타 국가에도 출원했다.
바이온텍은 mRNA 특허를 긴 기간 동안 출원했다. 자연 상태에서의 mRNA는 금방 분해되어 버리기 때문에, 외부에서 분해된 mRNA가 체내에서 분해되기 전까지 면역 반응을 안정적으로 일으킬 수 있도록 하는 것이 주요 기술이다. 2008년부터 바이온텍과 협력하기 시작한 Jacek Jemielity 주도 폴란드 연구진이 해당 특허를 출원했다. 바이온텍은 mRNA 안정화 기술을 사노피(2015년), Genentech(2016)년에 라이선스했다. 모더나, GSK, 바이온텍, CureVac이 mRNA 백신 특허의 50% 가량을 차지하고 있다.

## 출판물

### mRNA 치료
- 《Intranodal vaccination with naked antigen-encoding RNA elicits potent prophylactic and therapeutic antitumoral immunity.》, Cancer Res (영어), 2010, 9031-9040쪽, PMID 21045153
- 《Exploiting the mutanome for tumor vaccination.》, Cancer Res (영어), 2012, 1081-1091쪽, PMID 22237626
- 《Synthesis, properties, and biological activity of boranophosphate analogs of the mRNA cap: versatile tools for manipulation of therapeutically relevant cap-dependent processes.》, Nucleic Acids Res (영어), 2014, 10245-10264쪽, PMID 25150148
- 《mRNA-based therapeutics–developing a new class of drugs.》, Nat Rev Drug Discov (영어), 2014, 759-780쪽, PMID 25150148
- 《Immunomic, genomic and transcriptomic characterization of CT26 colorectal carcinoma.》, BMC Genomics (영어), 2014, PMID 24621249
- 《Mutant MHC class II epitopes drive therapeutic immune responses to cancer.》, Nature (영어), 2015, 692-696쪽, PMID 25901682
- 《Efficient Reprogramming of Human Fibroblasts and Blood-Derived Endothelial Progenitor Cells Using Nonmodified RNA for Reprogramming and Immune Evasion.》, Hum Gene Ther (영어), 2015, 751-766쪽, PMID 26381596
- 《Translating nanoparticulate-personalized cancer vaccines into clinical applications: case study with RNA-lipoplexes for the treatment of melanoma.》, Nanomedicine (영어), 2016, 2723-2734쪽, PMID 27700619
- 《Personalized RNA mutanome vaccines mobilize poly-specific therapeutic immunity against cancer.》, Nature (영어), 2017, 222-226쪽, PMID 28678784
- 《Elimination of large tumors in mice by mRNA-encoded bispecific antibodies.》, Nature Medicine (영어), 2017, 815-817쪽, doi:10.1038/nm.4356
- 《Zika virus protection by a single low-dose nucleoside-modified mRNA vaccination.》, Nature (영어), 2017, 248-251쪽, PMID 28151488

### 맞춤형 세포치료
- 《Functional TCR retrieval from single antigen-specific human T cells reveals multiple novel epitopes.》, Cancer Immunol Res (영어), 2014, 1230-1244쪽, PMID 25245536
- 《Retrieval of functional TCRs from single antigen-specific T cells: Toward individualized TCR-engineered therapies.》, Oncoimmunology (영어), 2015, PMID 26140230

### 항체
Microbodies
- 《Grafting of thrombopoietin-mimetic peptides into cystine knot miniproteins yields high-affinity thrombopoietin antagonists and agonists.》, FEBS J (영어), 2007, 86-95쪽, PMID 17147697
- 《Head-to-tail cyclized cystine-knot peptides by a combined recombinant and chemical route of synthesis.》, Chembiochem (영어), 2008, PMID 18058774
- 《Engineered cystine knot miniproteins as potent inhibitors of human mast cell tryptase beta.》, J Mol Biol (영어), 2010, doi:10.1016/j.jmb.2009.10.028, PMID 19852971

Bispecific Antibodies
- 《Characterization of the First-in-Class T-Cell Engaging Bispecific Single-Chain Antibody for Targeted Immunotherapy of Solid Tumors Expressing the Oncofetal Protein Claudin 6.》, OncoImmunology (영어), 2015, doi:10.1080/2162402X.2015.1091555
- 《Elimination of large tumors in mice by mRNA-encoded bispecific antibodies.》, Nature Medicine (영어), 2017, 815-817쪽, doi:10.1038/nm.4356, PMID 28604701

Virus-Like-Particles
- 《Highly specific auto-antibodies against claudin-18 isoform 2 induced by a chimeric HBcAg virus-like particle vaccine kill tumor cells and inhibit the growth of lung metastases.》, Cancer Res (영어), 2011, 516-527쪽, PMID 21224362
- 《Enhanced stability of a chimeric hepatitis B core antigen virus-like-particle (HBcAg-VLP) by a C-terminal linker-hexahistidine-peptide.》, Journal of Nanobiotechnology (영어), 2018, doi:10.1186/s12951-018-0363-0, PMID 29653575

### 저분자 면역치료
- 《Intravenous delivery of the toll-like receptor 7 agonist SC1 confers tumor control by inducing a CD8+ T cell response.》, Oncoimmunology (영어), 2019, PMID 31143525

## 같이 보기
- 모더나 코로나19 백신
- 노바백스 코로나19 백신
- 옥스퍼드-아스트라제네카 코로나19 백신
- 스푸트니크 V 코로나19 백신